# جعفر السيد حبيب
جعفر السيد حبيب (23 نوفمبر 1983) لاعب كرة قدم بحريني يلعب حاليا لصالح نادي الدرجة الأولى المالكية البحريني في مركز حارس المرمى من 2014.